# アパトサウルス
アパトサウルス（学名：Apatosaurus）は、中生代ジュラ紀後期（約1億5,200万 - 約1億5,000万年前）の北米大陸に棲息していた、竜盤目 - 竜脚形亜目 - 竜脚下目 - ディプロドクス科の大型草食性恐竜の属。
シノニム（異名）の1つに有名なブロントサウルス (Brontosaurus) がある。学術的でない言い回しをするなら、かつては学名を Brontosaurus とされ、日本語では「ブロントサウルス（さらに古くは、ブロントザウルス）」「雷竜（かみなりりゅう、らいりゅう）」などの名で呼ばれていた恐竜である。2015年の研究で「アパトサウルス」と「ブロントサウルス」とは別属との発表がある。

## 呼称

### 学名
属名（ラテン語） Apatosaurus は古代ギリシア語: ἀπάτη （アパーテー）「騙す、まやかす」および σαῦρος （サウロス）「とかげ」の合成語で、「惑わせ竜」とでもいった含意。
模式種の種小名 ajax は、ギリシア神話の英雄である大アイアース （Αἴας）に由来する。ほか、excelsus はラテン語で「高みなる」「気高い」「上位の」といった意味。louisae 「ルイーズの」はアメリカの実業家アンドリュー・カーネギーの妻ルイーズ・ホイットフィールド・カーネギーへの献名。parvus はラテン語で「小さな」の意であるが、元の学名 Elosaurus parvus からの継承である。

### 異名、和名など
属名のシノニムである Brontosaurus は、古代ギリシア語: βροντος （ブロントス）「雷」と σαυρος （とかげ、前述）とによる。日本語ではこれが「雷竜」と訳されたまま、Apatosaurus の名が普及した今でも用いられる場合がある。
中国語名では「雷龍（簡体字：雷龙）」が Apatosaurus に対しては用いられなくなり、Apatosaurus にはその漢訳名である「迷惑龍（簡体字：迷惑龙）」（中国語「迷惑」は「惑う」「惑わす」の意）が用いられている。
なお、日本語の「雷竜」の読みには「らいりゅう」と「かみなりりゅう」があり、後者が一般的と言えるが、これは湯桶読みであって学術的に用いられることは無い。

## 分類
表記内容は左から順に、学名、仮名転写（言語的揺らぎによる別の読み）、英語名（ある場合のみ）、特記事項。略号の意味は、la=ラテン語による別音、en=英語に見られる発音。jc=日本語による別言語風の混合読み。

### シノニム
Apatosaurus のシノニム（異名）には下記の2名がある。
- Brontosaurus Marsh, 1879　ブロントサウルス（古くは、jc: ブロントザウルス）　Brontosaur(シノニムとすることに疑義あり。下記「ブロントサウルスの名称問題」参照。)
- Elosaurus Peterson et Gilmore, 1902　エロサウルス　Elosaur

### 下位分類
下位分類は2種が知られている。それぞれの名の由来については「#学名」の節を参照のこと。
- Apatosaurus ajax Marsh, 1877

アパトサウルス・アヤクス（la :アジャクス、en: アジャックスとも称）　：模式種。
- Apatosaurus louisae　Holland, 1915

アパトサウルス・ロウイサエ（jc: ルイザエ、ほか）

### ブロントサウルスの名称問題
発見された化石に Brontosaurus （仮名転写：ブロントサウルス、古くは、ブロントザウルス）という学名をつけたのは、発見者であるアメリカの古生物学者オスニエル・チャールズ・マーシュである。彼はその当時、同業のエドワード・ドリンカー・コープと恐竜の化石発掘を競っており（化石戦争参照）、同じ種に別の名称をつけることがしばしばあった。先に論文を発表したほうに学名の命名権が与えられていたため、多少間違えていても相手より先に論文に記載していたのである。
1903年に、米国シカゴにあるフィールド自然史博物館の館長エルマー・S・リグス（en）が再検討したところ、ブロントサウルスの発見以前にマーシュが発見していたアパトサウルスが、ブロントサウルスの若い個体であるとされたがゆえに、「先に発表していた学名が正式名称になる」という規則に従って、この種は Apatosaurus （アパトサウルス）という学名に変更された。
しかし、リグスの論文は一般には知られることなく、Brontosaurus （ブロントサウルス）の名称は各地の博物館や一般書などでその後も広く使われ、普及することになった。アパトサウルスという正式名称が広まりつつはあるが、2010年代の現在でもブロントサウルスという名称の方に馴染みのある人は多い。
一方で、Brontosaurus （ブロントサウルス）と命名されていた化石骨格は、アパトサウルスの胴体にカマラサウルスの頭骨が載るなど、複数種の化石の混同によって復元されていたことが判明し、無効とされたが、 2015年に、エマニュエル・チョップ、オクタビオ・マテウス、ロジャー・ベンソンは、二属の関係について広範な研究を行い、ブロントサウルスは確かにアパトサウルスとは異なる竜脚類の有効属であると結論づけた。この結論に支持が広がりつつある。

## 発見
化石はアメリカ合衆国のジュラ紀下部モリソン累層（en）から発見される。行政区分名などで言えば、コロラド州、オクラホマ州、ユタ州、ワイオミング州ララミー近郊のボーンキャビン採石場（en）、および、ナインマイル採石場（en）などがそれである。

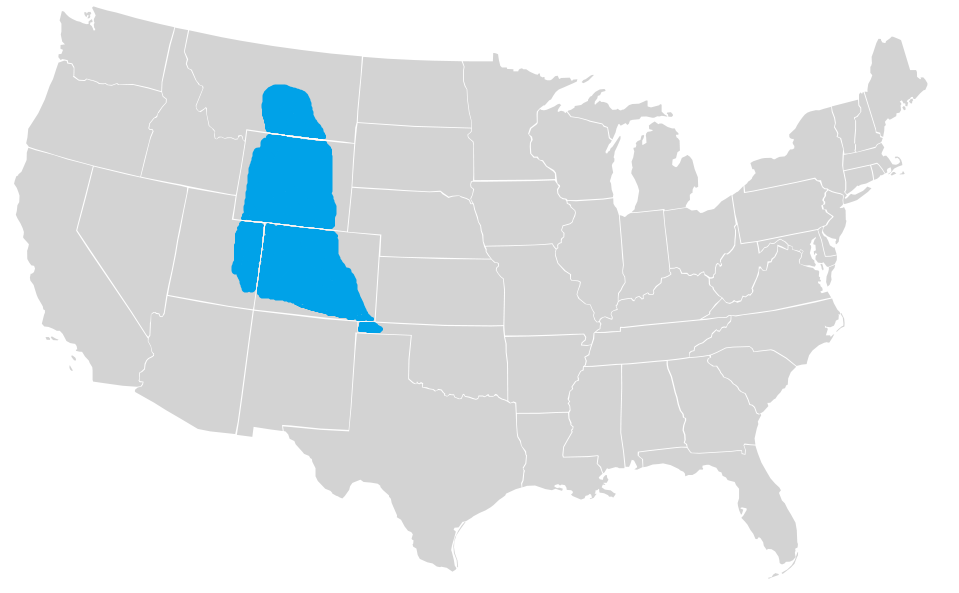
アパトサウルス化石の分布範囲

約1億5,000万年前の当地域は、単独の大陸として北半球に位置した北アメリカ大陸の西部地域である。白亜紀にこの大陸を東西に分断することになる Western Interior Seaway （西部内陸海道。北アメリカ大陸を東西に分かつ内海）の形成が既に始まっているものの、本格化してはいない。

## 古生態学

### 形態・生態
全長は約21 - 26m、体重は推定方法によって幅があるが、約24 - 32tという見積もりがある。群れを成して移動し、森林の木の葉を常食していたものと考えられる。

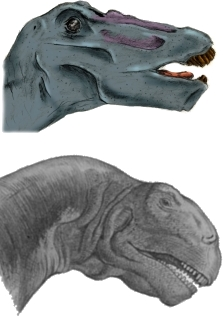
頭部の比較
上：アパトサウルス
下：カマラサウルス

1960年代までは、あまりに体重が大きいため、陸上を歩くことができず、湖沼に棲息していたという見方が定説となっていて、下肢骨が重く脊椎骨に多くの空洞があって重心が低位置にあること、首が長いこと、鼻孔が頭の上部に開口していることなどが水中生活に適応した証拠とされていた。その後、アメリカ人古生物学者ロバート・T・バッカーらの研究により、陸棲であったことが明らかになっている。
竜脚類のような大型の恐竜では、死後、堆積物に埋没されるまでに時間がかかるため、骨がばらばらの状態で化石化することが多く、特に頭蓋骨は早い段階で失われてしまう傾向にある。アパトサウルスの場合も、完全に近い骨格標本が得られていたにもかかわらず、頭骨のみ長い間発見されなかったため、近縁と考えられたカマラサウルスを参考にした頭骨復元がなされていた。すでに1900年代には「むしろディプロドクスを参考にして頭骨を復元するべきである」との見解が唱えられていたが、博物館の展示でも依然としてカマラサウルスに似た頭骨が使われてきた。
1990年代、より完全な標本の調査や頭蓋骨の発見により、アパトサウルスがディプロドクスと近縁であることが判明し、ディプロドクスを参考にした頭蓋骨で復元されるようになった。細長いディプロドクスと異なり、カマラサウルスのようなややずんぐりした体形であるが、ディプロドクスと共通の鞭のような尾を持っていた。ディプロドクスの近縁種の中では体の作りが最も頑丈にできている。

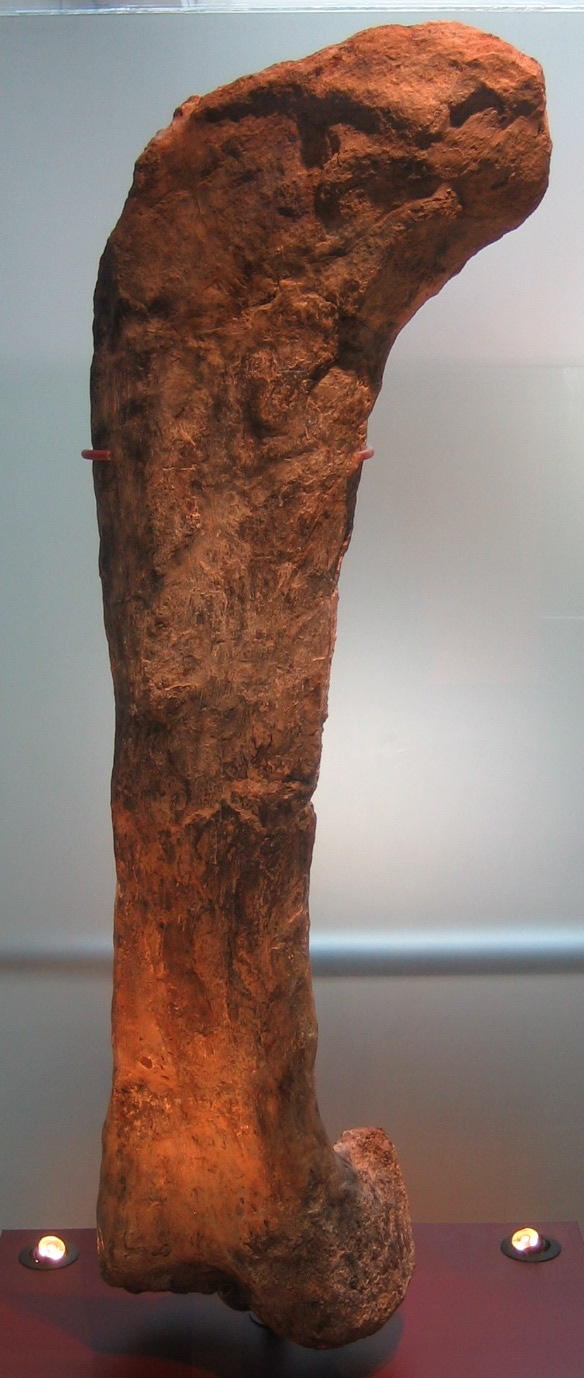
大腿骨の化石標本 （スペイン、バルセロナの宇宙科学博物館［en］）
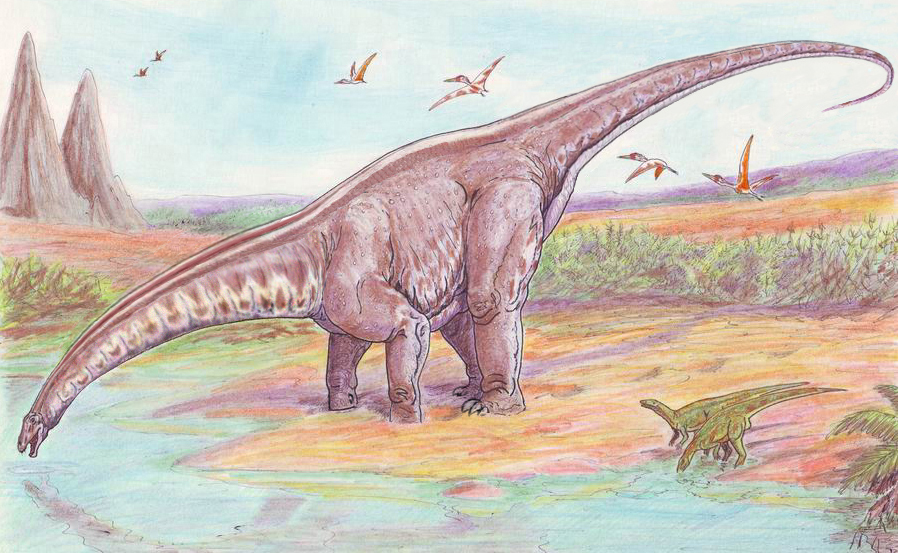
水を飲むApatosaurus louisaeの復元図
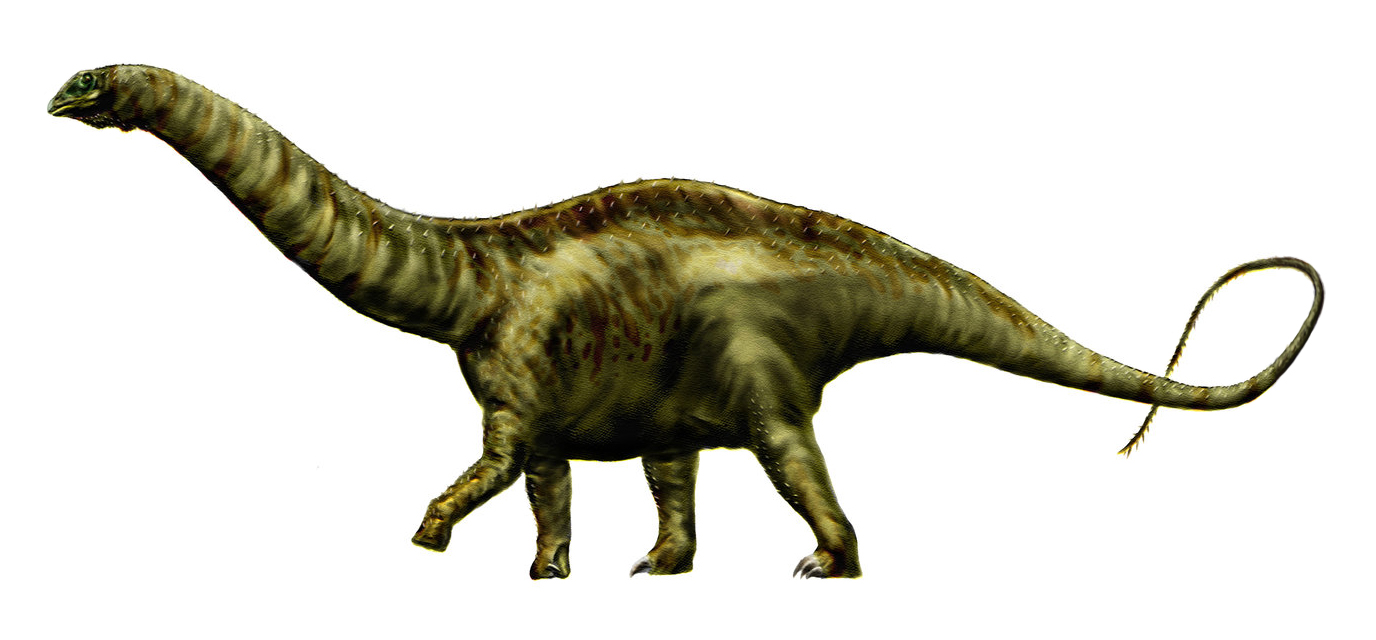
A. louisaeの復元図
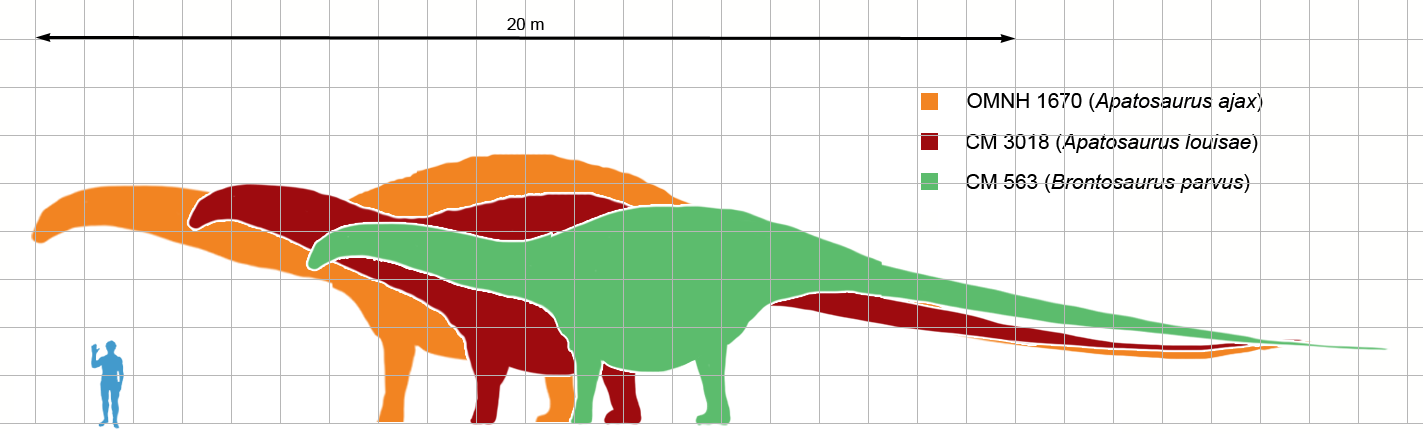
人間とのスケール比較。緑色はブロントサウルス（Brontosaurus）。

## 大衆文化

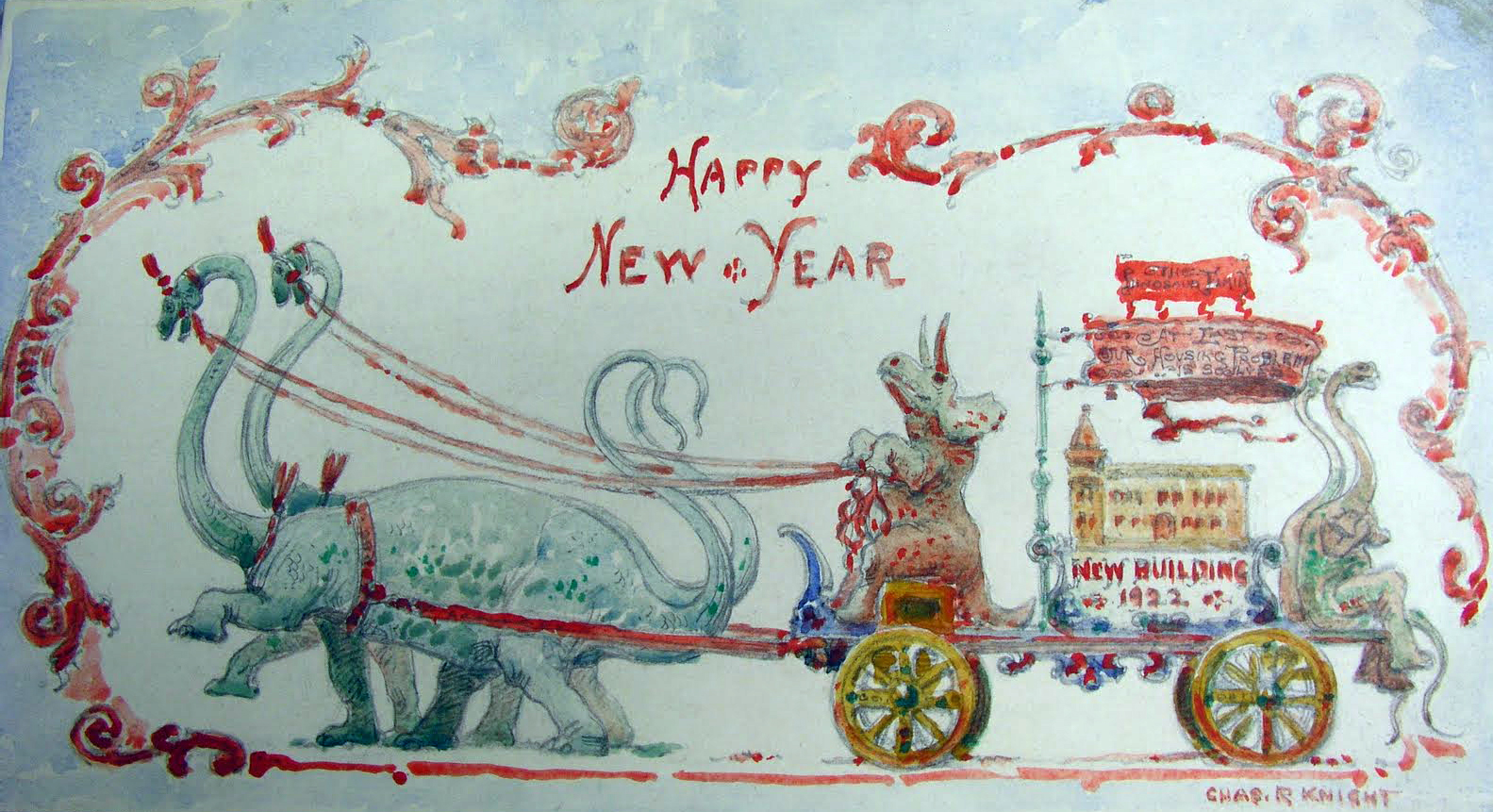
1922年 New Year's Card
チャールズ・R・ナイト（en）

1925年アメリカ製の特撮映画『ロスト・ワールド』では、アロサウルス（日本では“アロザウルス”）、ティラノサウルス（日本では“ティラノザウルス”）、トリケラトプス、ステゴサウルス（日本では“ステゴザウルス”）、プテラノドンなどとともに、ブロントサウルス（日本では“ブロントザウルス”）時代のアパトサウルスが、巨大竜脚類の代名詞的存在として登場した。1933年製の特撮映画『キング・コング』（en）にも登場。なお、「ロスト・ワールド」「キング・コング」では、獰猛で俊敏な肉食恐竜としても描かれた。日本の昭和時代でも、“ブロントザウルス”を主人公の従者的キャラクターとした、1967- 1968年（昭和42- 43年）の特撮テレビ番組『怪獣王子』などがあり、巨大竜脚類と言えば“ブロントザウルス”、というのが当時は定番であった。竜脚類自体の異称にもカミナリ竜が用いられ、現在でも続いている。